# مرقص (قاعة)

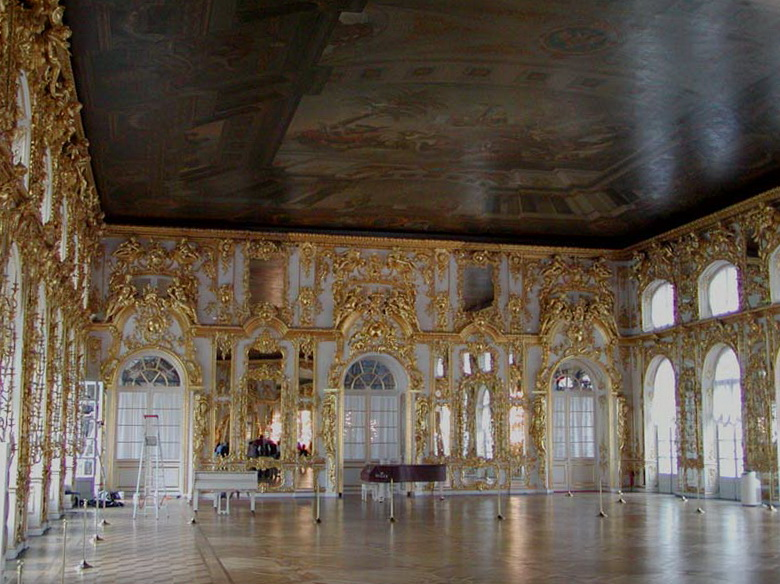
قاعة رقص فخمة في قصر كَثرين بالقرب من القديس بطرسبُرغ في روسيا

المَرقَص أو قاعة الرقص هي غرفة كبيرة داخل مبنى الغرض الأساس منها إقامة حفلات رسمية كبيرة تسمى الحفلات الراقصة. أُقيمت معظم الحفلات الراقصة في مساكن خاصة كالقصور وخاصة تلك التي تحتوي على مرقص. أما في المنازل الكبيرة الأخر فقد تُقام الحفلة في المَضافة الرئيسة أو الرواق فيكون مكان الرقص أكبر وأوسع. تحتوي قاعة الرقص الجيدة على النوع المناسب من الأرضيات، مثل الأرضيات الخشبية الصلبة أو الحجرية (عادة ما تكون رخامية أو حجرية ).[بحاجة لمصدر] . توفر الأرضية ذات النوابض الخشبية أفضل سطح لمعظم أنماط الرقص الحديث ،.